# 갓 프렌디드 미
《갓 프렌디드 미》(영어: God Friended Me)는 2018년부터 2020년까지 방영된 미국의 코미디 드라마이다. 페이스북을 메인 소재로 삼아 이야기를 진행시킨다.